# 重富站
重富站（日语：／ Shigetomi eki */?）是位於鹿兒島縣姶良市脇元，屬於九州旅客鐵道（JR九州）的日豐本線車站。事務管號碼為▲940523。部分特急列車「霧島」在此停靠。

## 背景
1901年，鹿兒島縣首條鐵路線—鹿兒島線開通，此站作為來往國分站（即現時隼人站）至鹿兒島站之間的中途站啟用，並且隨即成為重富村及附近地區：包括帖佐村、山田村、東佐多浦村・西佐多浦村、蒲生村的居民使用的車站。
本站在2015年3月13日前是由JR九州鐵道營業負責管理的業務委託車站。但JR九州為了減少鐵道事業的赤字，在2015年春季進行包括本站在內的大規模無人車站化。但姶良市決定安排有在JR工作經驗的人士，由所屬NPO法人組織去承繼車站業務。同年5月1日起於日間再次開始販賣乘車票等櫃臺服務，並成為簡易委託站。
由於本站歷史悠久以及擁有古老的車站站房，當局亦有意將來於站內預留位置作介紹當地物產之用。

## 車站構造

### 站房

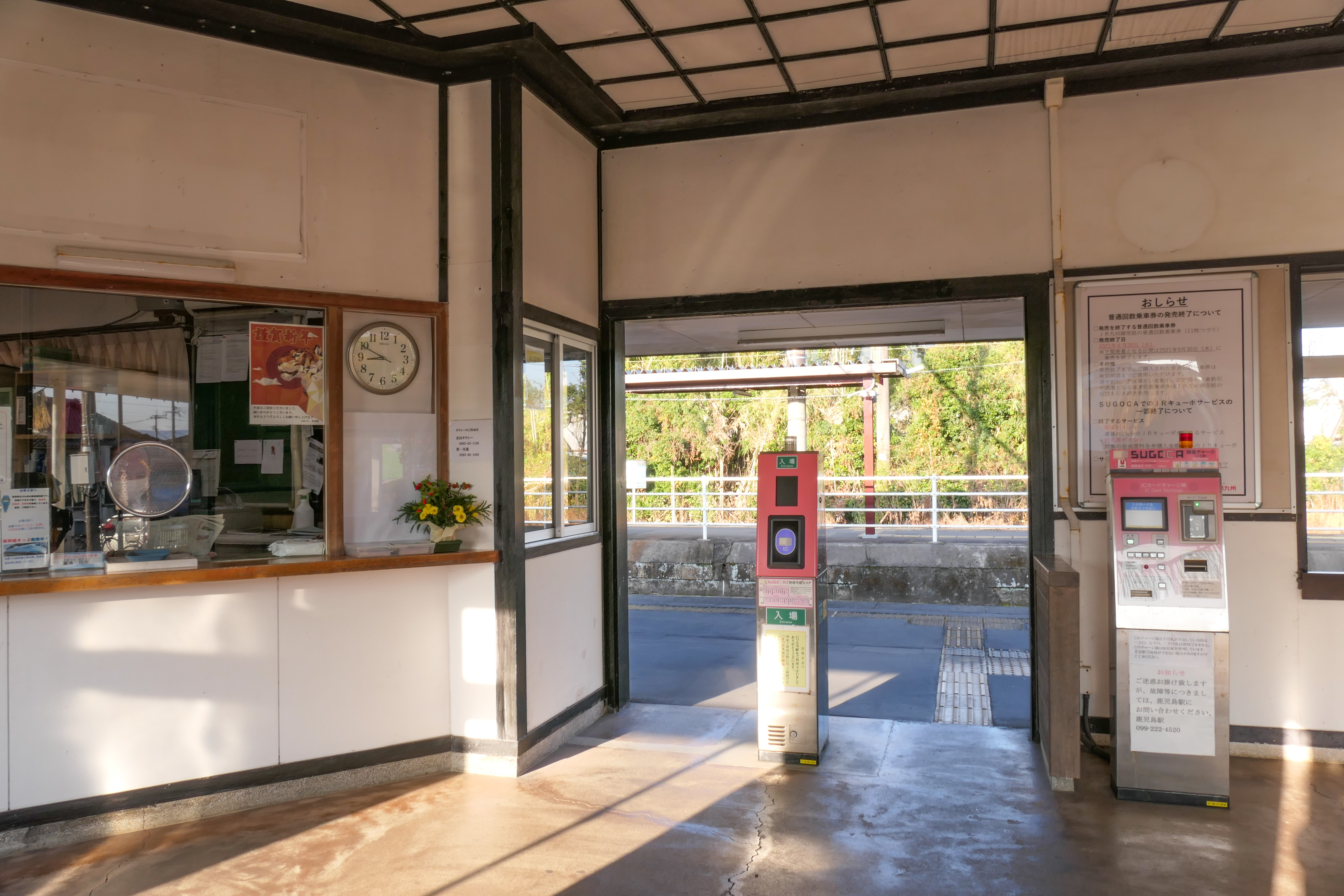
驗票口、售票窗口及SUGOCA增值機（2022年1月）

本站的站房為木造的單層站房，曾於1950年時改建，並採用典型國鐵時代鄉郊式的日式平靜風格站房佈局。大部份的站房均用與站務相關的用途，如售票窗口、站務室及舊員工宿舍，讓乘客使用的只有右端一角的部份，進站後為候車大廳及驗票外，另連接右側的另一個開放式候車空間，該處設有由樹幹所砌成的木枱及。而站房對出的空地在開業時曾經種植過加拿利海棗樹，現時已經被砍伐，該處現時改為花壇。
本站可以使用「SUGOCA」IC卡，以及可以與SUGOCA互相使用的交通系IC卡。驗票口處設有一組對應出、入閘的簡易SUGOCA閘機，候車大廳則設有一座SUGOCA增值機。而候車大廳左側也設有一部可發售特急劵的簡易式近距離售票機，以及顯示列車資訊的LED顯示屏。站房左側另有一座水泥建成的單層繼電氣室。右側設有單車停泊亭。

### 月台

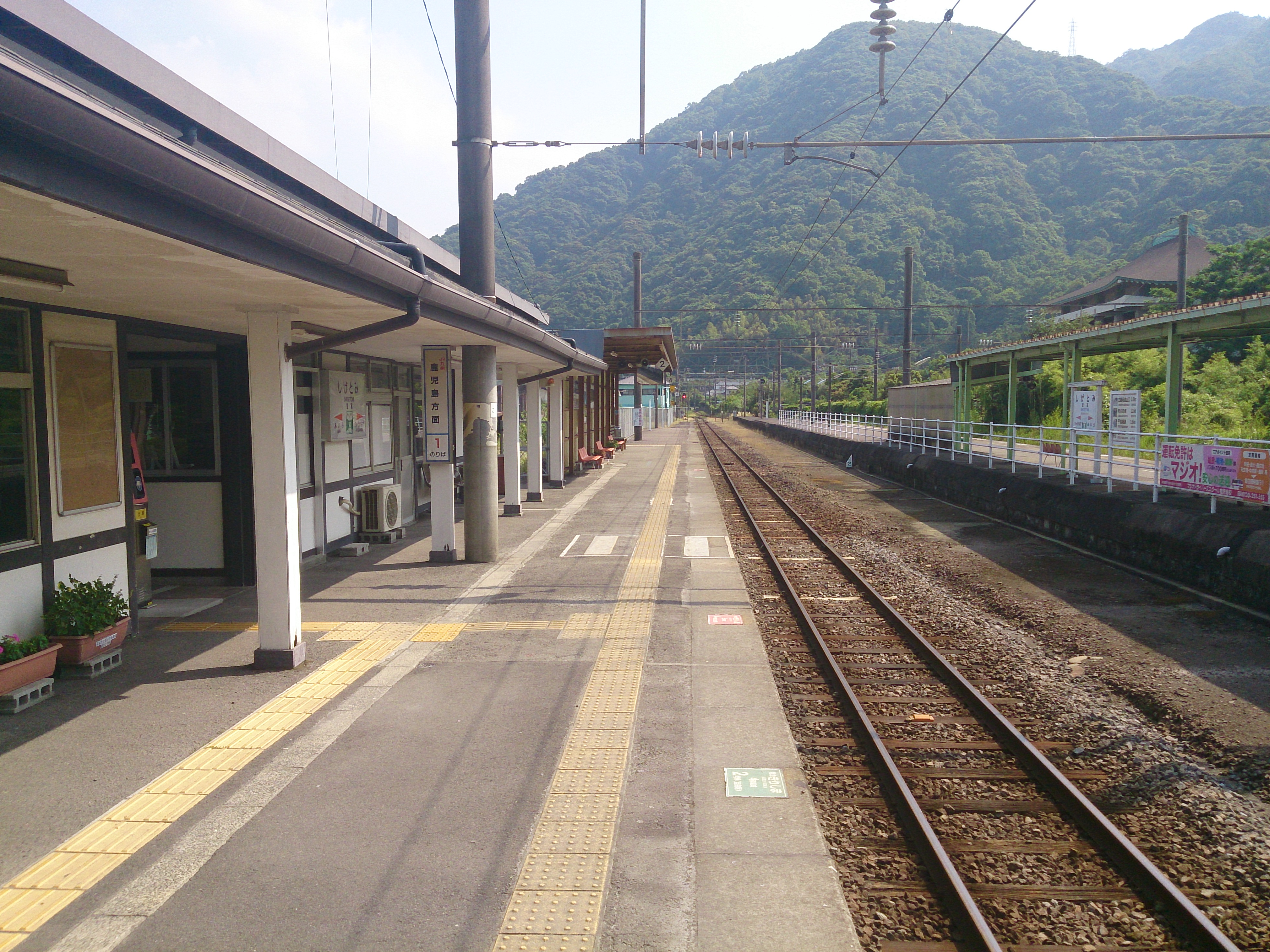
1號月台（2013年5月）

本站設有側式月台及島式月台一個，長約180米，有效長度為9輛。與加治木站相同，島式月台內側的路軌早已被撒去，月台邊亦被欄杆完全封閉。不過相比加治木站只是把該月台號碼置空，本站索性將島式月台外側定為2號月台處理。月台之間設有行人天橋連接。
1號月台側設有舊貨物車廂側線，現時用作保線用側軌。
| 月台                     | 路線      | 上下行 | 方向                                            |
| ------------------------ | --------- | ------ | ----------------------------------------------- |
| 1                        | ■日豐本線 | 下行   | 鹿兒島中央、經■鹿兒島本線往伊集院、川內方向方向 |
| （島式月台內側不再使用） |           |        |                                                 |
| 2                        | ■日豐本線 | 上行   | 隼人、國分、都城、宮崎方向                      |

## 歷史
- 1901年6月10日：遞信省鐵道作業局鹿兒島線鹿兒島站～國分站開通[6]，本站作為中途站開業。
- 1971年3月25日：取消貨物提取業務[3]。
- 1987年4月1日：國鐵分割民營化，車站由九州旅客鐵道（JR九州）營運。
- 1993年：

- 8月6日：受平成5年8月豪雨影響，西都城站至鹿兒島站一段停駛。
- 9月19日：隨國分站～鹿兒島站之間重新開通而重開。

- 2012年12月1日：可以使用IC卡「SUGOCA」[8]。
- 2015年：

- 3月14日：無人化。
- 5月1日：姶良市委託NPO法人負責車站業務，於日間設置車站職員。

## 使用狀況
以下為近年1日平均乘車人次列表：
| 年度 | 1日平均 乘車人次 | 1日平均 上下車人次 |
| ---- | ---------------- | ------------------ |
| 2004 |                  | 1,309              |
| 2005 |                  | 1,266              |
| 2006 |                  | 1,220              |
| 2007 | 589              | 1,170              |
| 2008 | 598              | 1,185              |
| 2009 | 610              | 1,210              |
| 2010 | 581              | 1,159              |
| 2011 | 576              | 1,147              |
| 2012 | 553              | 1,096              |
| 2013 | 545              | 1,085              |
| 2014 | 523              | 1,039              |
| 2015 | 545              | 1,084              |
| 2016 | 523              | 1,048              |
| 2017 | 522              | 1,044              |
| 2018 | 509              | 未有公佈           |
| 2019 | 493              | 未有公佈           |
| 2020 | 404              | 未有公佈           |
| 2021 | 431              | 未有公佈           |
| 2022 | 445              | 未有公佈           |
| 2023 | 489              | 未有公佈           |

## 相鄰車站
九州旅客鐵道
■日豐本線
■特急「霧島」（大部份）
通過
■特急「霧島」（1、16、81、82號）
姶良－重富－鹿兒島
■普通
姶良－重富－龍水（※）－仙巖園
※部分列車通過龍水站
※在1967年前，此站與龍水站之間曾設有心岳寺臨時乘降場。

## 外部連結
- JR九州重富站 （页面存档备份，存于）（日語）
- 鐵道頻道有關重富站介紹 第一篇 （页面存档备份，存于）及第二篇 （页面存档备份，存于）